# Datos experimentales
Los datos experimentales en ciencia e ingeniería son los datos producidos por una medición, método de ensayo, diseño experimental o diseño cuasi-experimental. En investigación clínica cualquier dato producido es el resultado de un ensayo clínico. Los datos experimentales pueden ser cualitativos o cuantitativos, siendo cada uno apropiado para diferentes investigaciones científicas.
En términos generales, los datos cualitativos se consideran más descriptivos y pueden ser subjetivos en comparación con una escala de medición continua que produce números.  Mientras que los datos cuantitativos se recopilan de una manera que normalmente es experimentalmente repetible, la información cualitativa suele estar más estrechamente relacionada con el significado fenomenal y, por lo tanto, está sujeta a la interpretación de observadores individuales.
Los datos experimentales pueden ser reproducidos por una variedad de investigadores diferentes y análisis matemático puede ser realizado en estos datos.